# 클레이 엔터테인먼트
클레이 엔터테인먼트(영어: Klei Entertainment)는 캐나다의 비디오 게임 제작사이다. 2005년 7월 제이미 쳉이 설립하였다.